# Camelia Lupașcu
Camelia Gabriela Lupașcu (* 29. Juli 1986 in Dorohoi, Rumänien) ist eine rumänische Ruderin. Sie ist achtfache Europameisterin und war Olympiateilnehmerin für Rumänien.

## Karriere
Lupașcu begann mit dem Rudersport im Jahr 2002 und konnte relativ schnell erste internationale Erfolge im folgenden Jahr sammeln. Bei zwei Teilnahmen an den Weltmeisterschaften der Junioren erreichte sie eine Goldmedaille im Doppelvierer (2003) und eine Silbermedaille im Einer (2004). Ab der Saison 2005 qualifizierte sie sich für den stark verjüngten rumänischen Frauen-Achter und gewann mit ihm die Silbermedaille bei den Ruder-Weltmeisterschaften. Bei den U23-Weltmeisterschaften belegte sie den vierten Platz im Doppelzweier. Im Folgejahr war der Achter nicht schlagkräftig, bei den U23-Weltmeisterschaften 2006 belegte sie im Achter auch nur den vierten Platz. Allerdings konnte sie mit Ana Maria Ogulturk den Titel im Zweier ohne Steuerfrau gewinnen. 2007 musste Lupașcu zunächst in den Doppelvierer weichen. Dieser erreichte einen 2. Platz bei den Ruder-Europameisterschaften 2007 und Platz 8 bei der WM im gleichen Jahr.
In der olympischen Saison 2008 hatte Lupașcu zunächst bei den Europameisterschaften einen Platz im Achter, den sie bis zu den Spielen von Peking einige Monate später aber wieder verlor. Bei den U23-Weltmeisterschaften 2008 gewann sie die Goldmedaille im Doppelvierer. Sie gewann deshalb lediglich einen EM-Titel 2008. In den Jahren 2009 und 2010 war sie Stammkraft des Frauen-Achters, der in dieser Zeit zwei EM-Titel und zwei WM-Medaillen gewann. Lupașcu startete in diesen Jahren zusätzlich zum Achter auch im Zweier ohne Steuerfrau zusammen mit Nicoleta Albu und gewann in dieser Klasse zwei weitere EM-Titel und eine WM-Silbermedaille.
2011 und 2012 ruderte sie zwar nicht im Achter, konnte aber mit ihrer Partnerin Nicoleta Albu zwei weitere EM-Titel im Zweier-ohne sowie zwei EM-Bronzemedaillen im Doppelvierer gewinnen. Zu den Olympischen Spielen von London saß sie dann wieder im Achter und belegte Platz 4. Bei den Ruder-Europameisterschaften 2013 folgte ein weiterer EM-Titel im Achter.
Mit acht EM-Titeln ist Lupașcu eine der erfolgreichsten Teilnehmerinnen dieser Veranstaltung. Einen WM-Titel oder eine olympische Medaille konnte sie allerdings bisher nicht erreichen.
Lupașcu startet für den Verein Dimano Bukarest CS. Bei einer Körperhöhe von 1,84 m beträgt ihr Wettkampfgewicht rund 70 kg.